# Елецкое княжество
Елецкое княжество — во второй половине XIV века удельное княжество со столицей в старом Ельце. Под 1389 годом впервые упомянут елецкий князь Юрий. В конце XIV — начале XV века самостоятельное княжество («Елецкая Земля») со столицей в старом Ельце. В 1395 году княжество подверглось нашествию Тимура, в 1414 году старый Елец уничтожен татарами. В 1483 году территория вошла в состав Великого княжества Московского.

## История

### Русь и елецкие земли

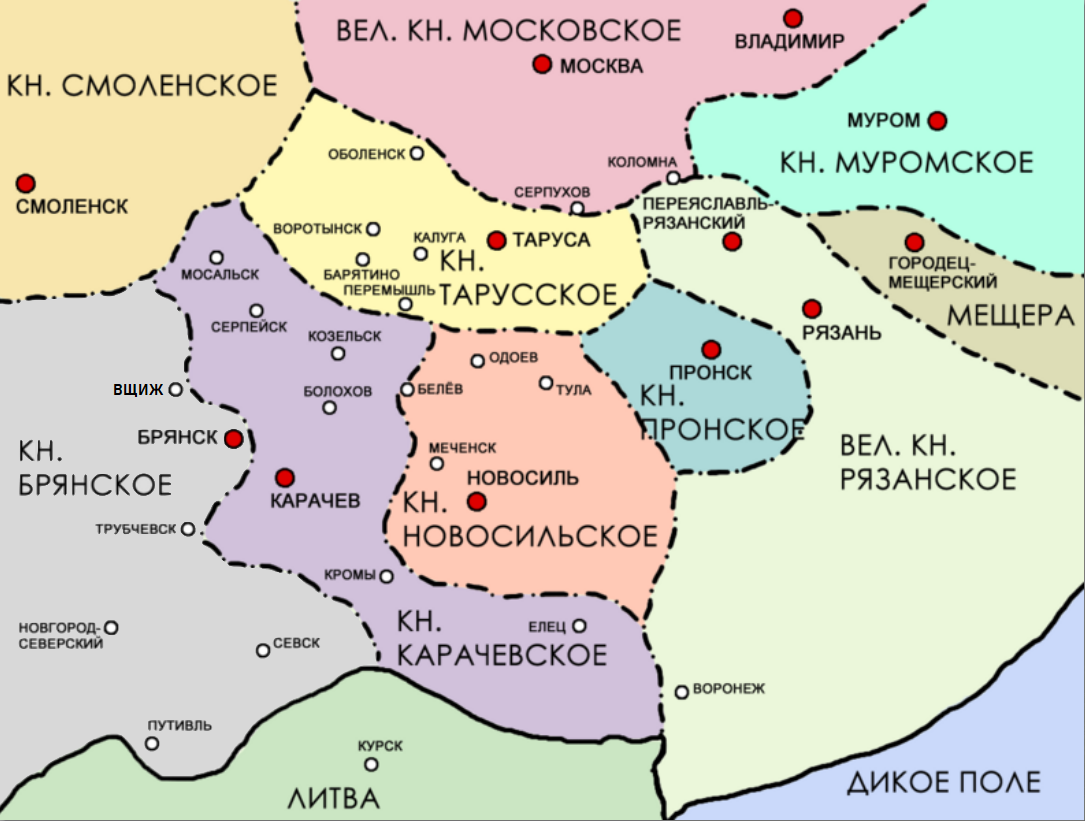
Предполагаемый старый Елец в составе верховского Карачевского княжества в XIII—XIV веках

Территория старых Елецких земель в составе Руси, как предполагается, изначально пребывала в окрестностях современного города Ельца, то есть вначале принадлежала Черниговскому княжеству, вплоть до отделения от Чернигова в 1127 году Муромо-Рязанских земель. В дальнейшем, в связи с неясностью прохождения границ между разделившимися княжествами в то время, вопрос территориальной принадлежности земель старого Ельца спорен. Предполагается, что эти земли либо остались принадлежать Черниговскому и позже — выделившемуся из него верховскому Карачевскому княжеству, либо эти территории уже тогда отошли к Муромско-Рязанскому (позже — Рязанскому) княжеству.
Отсчёт времени существования собственно самостоятельного «Елецкого княжества», елецкие краеведы XIX века (например, Н. Ридингер «Материалы к истории и статистике Елецкого уезда») склонны были начинать уже с середины XII века или даже раньше. Это мнение основывалось на информации Никоновской летописи, упоминающей под 1146 годом о приезде представителя Рязанского княжеского дома князя Андрея Ростиславича в Киев «с Ельца». Однако, современными исследователями, реальность существования в то время старого Ельца на месте Ельца современного, часто ставится под сомнение.
В период Рязанского княжества, возможная граница Елецких земель с Пронским княжеством предположительно проходила по реке Красивая Меча, либо по водоразделу этой реки с речкой Проней. Западная и северо-западная граница Елецких земель, по-видимому, когда-то соседствовала с Новосильским княжеством. Южная граница Елецких земель довольно часто менялась, но ещё до половецкого и татаро-монгольского разорения южных лесостепей, превратившего их в «Дикое поле», она видимо проходила по естественным южным границам Среднерусской возвышенности. Эти границы и до сего времени чётко отделяют исторические Елецкие земли от территории древнего Тмутараканского удела Мстислава Храброго и от бывших земель княжества Курского.
Однако, письменные исторические источники того времени, собственно самостоятельного «Елецкого княжества» не знают, вплоть до второй половины XIV века. Дать некоторое представление о возможных пределах старых удельных Елецких земель домонгольского периода, может лишь более поздняя, приводимая В. П. Горловым и А. В. Новосельцевым, запись «Пискарёвского летописца» XVI века: «…за много лет запустеша от безбожных агорян и от междуусобныя брани: Елецких князей вотчина Ливны, Койса, Оскол, Валуйка, Белгария, Самара, Кромы, Монастырёв и иныя…».
В XIV веке территория Елецких земель на западе соседствовала с бывшей «землёй Черниговского княжества, захваченного литовцами» и охватывала весь бассейн реки Быстрая Сосна, от верховья, непосредственно примыкавшего к верховью реки Оки, до устья при впадении Быстрой Сосны в Дон.

### Великое княжество Литовское и елецкие князья

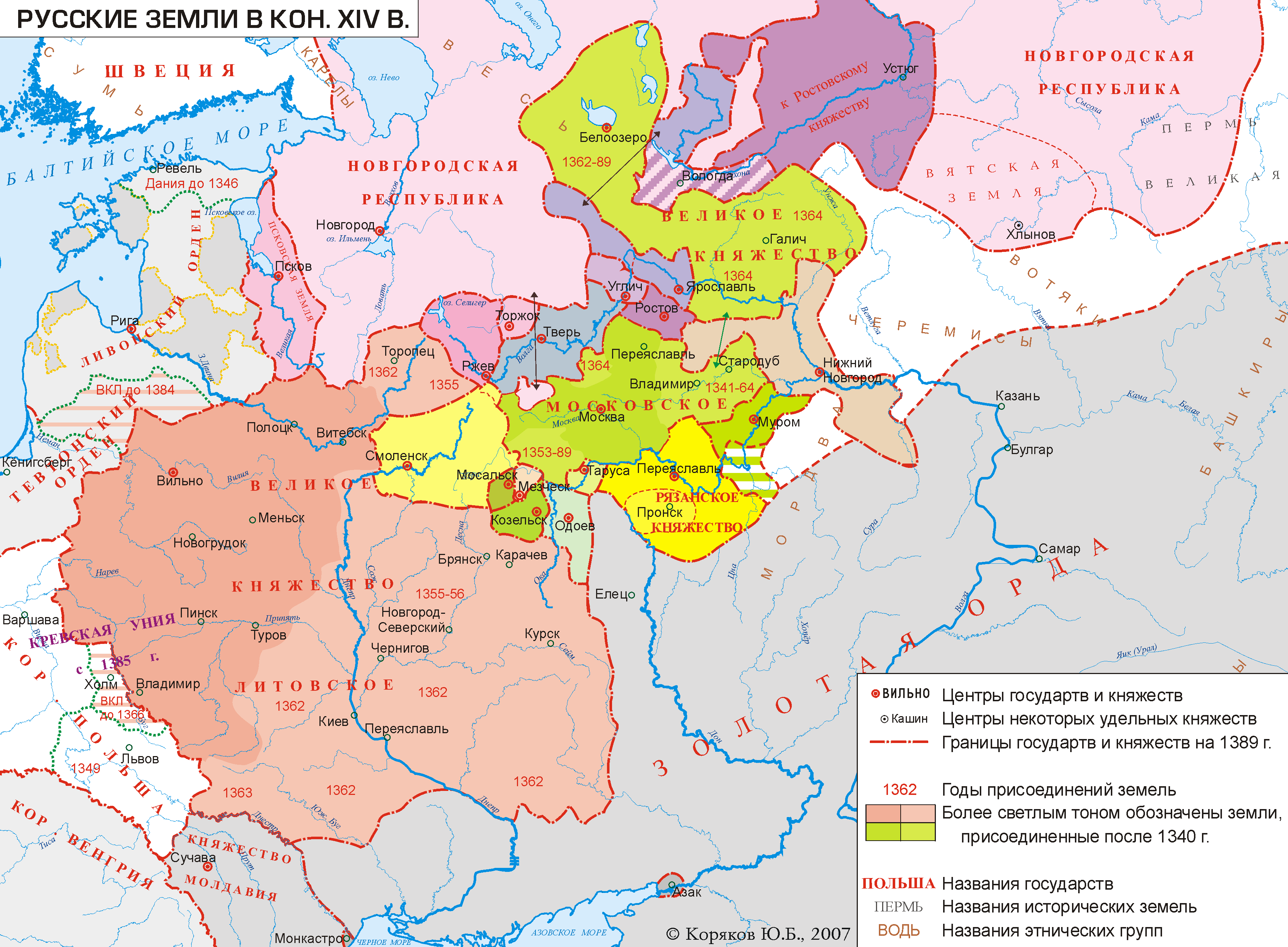
Старый Елец на территории Дикого Поля на рубеже XIV—XV веков

Во 2-й половине XIV века, по версии Лаптёнкова В. В, удельное «Елецкое княжество», вместе с другими Верховскими княжествами, входило в состав Великого княжества Литовского. Исследователь приводит в обоснование этого следующие аргументы:
- «Елец» не упоминается в московско-рязанских договорах;
- Новосильский князь в то время переехал из Новосиля в расположенный севернее Одоев из-за татарских набегов, а дробление Новосильского княжества началось позже.
- В «Списке русских городов дальних и ближних» Курск и Коршев на Сосне отнесены не к залесским городам, а к киевским, находящимся под властью Литвы с 1362 года;
- М. Стрыйковский писал, что в 1362 году Ольгерд прогнал татар «за Дон», а Елец находится западнее Дона.

В 1377 году, по некоторым имеющимся данным, наследный владелец Карачевской «отчины» удельный князь Козельский Иван Титович женился на Агриппине Олеговне Рязанской, и согласно более поздней традиционной родословной, когда впоследствии Иван Титович разделил всю свою Карачевскую «отчину» между сыновьями, его младший сын Фёдор получил в удельное управление старый Елец с волостью и стал родоначальником династии князей Елецких. Пытаясь определить годы княжения Фёдора и исходя из даты женитьбы его отца Ивана Титовича на Агриппине Олеговне, исследователи делают вывод, что их младший сын Фёдор мог лишь едва родиться к 1380 году и, соответственно, в таком, совсем детском, возрасте никак не мог стать участником Куликовской битвы, хотя в «Сказании о Мамаевом побоище» и упоминается некий «Елецкий князь Фёдор» в числе воевод войска, сражавшегося на Куликовом поле 8 сентября 1380 года против войск Мамая.

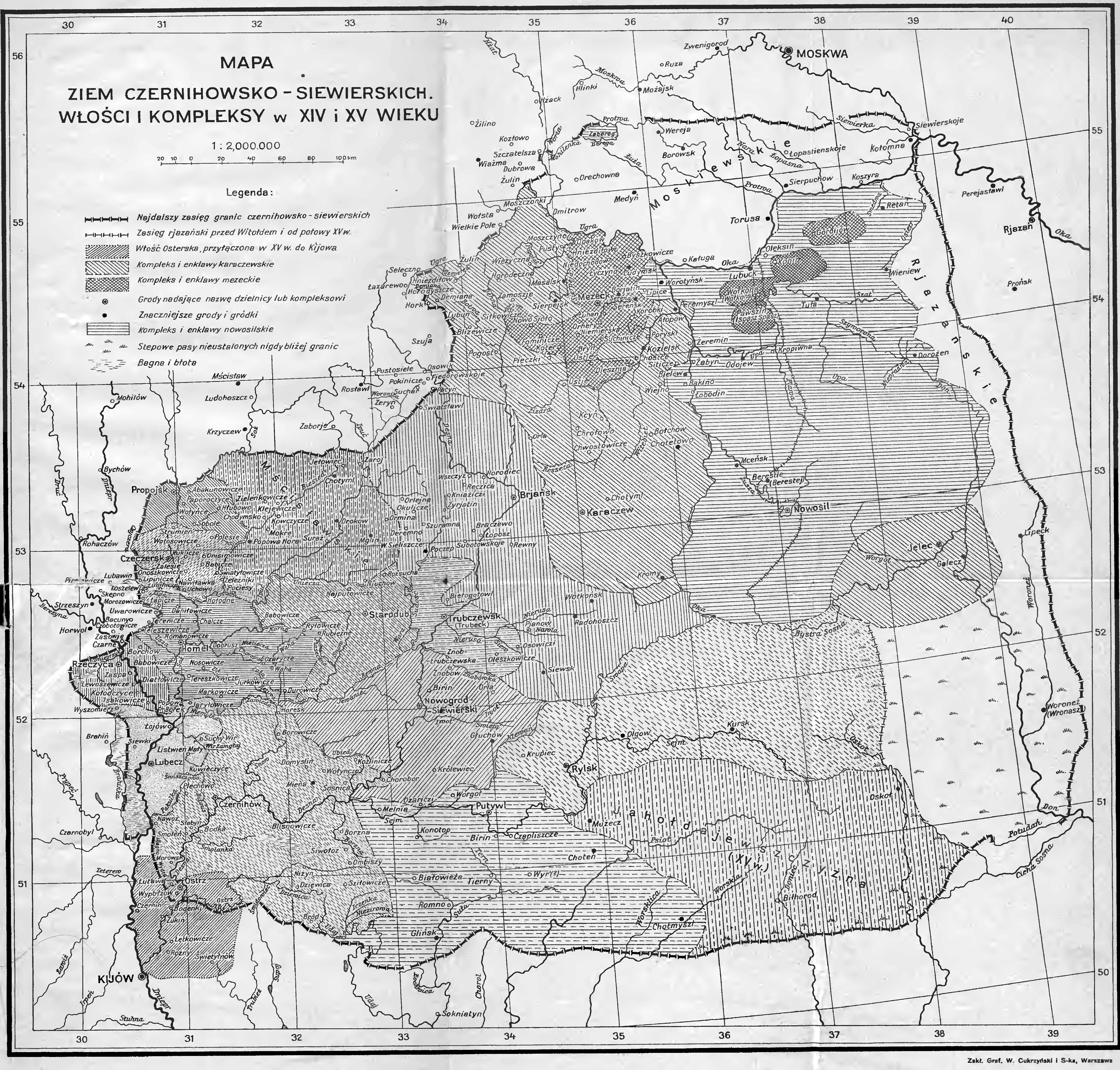
Отдельная территория вокруг старого Ельца показана как «Карачевский анклав» на «Карте Чернигово-Северских земель в XIV—XV веках» из книги Стефана Кучиньского «Чернигово-Северские земли в составе Литвы», изданной в Варшаве в 1936 году

Первое же, считающееся достоверным, письменное известие о старом Ельце и о наличии в нём князя, а значит и о существовании собственно княжества, дошло до нас в дневниковых записях Игнатия Смолянина, сопровождавшего митрополита Пимена в Константинополь в 1389 году. 9 мая, пройдя устье реки Воронеж, караван митрополита встретил некоего «елецкого князя Юрия» «с боярами и людьми многими». Отчество этого князя в источнике не упоминается, а положение князя с таким именем в традиционной родословной елецких князей, в качестве первого елецкого князя, не согласуется с примерным временем рождения «основателя династии елецких князей» князя «Федора Ивановича». В пространной редакции «Хождения митрополита Пимена в Царьград», вошедшей в Никоновскую летопись, содержится также информация и о том, что «князь Юрий» встречал митрополита по приказу князя Олега Рязанского. Летопись же эта создавалась под руководством митрополита Даниила, по происхождению рязанца, чем и могут объясняться попадания в неё сведений о древнейшей, XII века, поездке в Киев «с Ельца» рязанского князя Андрея Ростиславича, а также и о «приказе Олега Рязанского» в конце XIV века.

### «Елецкая земля»
Наиболее значительным событием в истории Елецкого княжества было нашествие Тимура «Тамерлана» в 1395 году. Об этом событии и в связи с ним о старом Ельце упоминают практически все русские летописи этого времени. Примечательно, что Елецкое княжество в этих рассказах однозначно и недвусмысленно именуется «Землёй». Армия азиатского правителя Тимура преследовала вдоль Дона войско хана Золотой Орды Тохтамыша и «землю Елечскую поплени». Термин «Земля» в русских летописях означал независимое государство, а не удел или вассальное княжество. Иначе говоря, надо полагать, что «Елецкая Земля» на 1395 год не входила ни в состав великих княжеств Литовского или Рязанского, ни в земли Золотой Орды. Ни в одном из летописных рассказов князь елецкий не назван по имени, о нём говорится лишь, что он был взят в плен. Причина пленения не известна, поскольку о сопротивлении елецкого князя захватчикам также не говорится ни слова. Армия Тимура «Тамерлана» две недели стояла на елецких землях, а затем никем не гонимая ушла на юг. Это событие было приписано священниками заступничеству иконы Владимирской Божией Матери и стало источником для позднейших многочисленных местных и общерусских легенд. Определенно можно сказать, что после 1395 года старый Елец просуществовал ещё около 20 лет, а это значит, что он не был полностью разорен армией Тимура.

### В составе Великого княжества Рязанского
«Позднее, западная граница Елецкой земли устоялась, вероятно, по западным границам округи городов Ливны, Новосиль, земель позднейшего Ефремова и доходила до реки Оскол, где располагался в то время г. Оскол Елецкого княжества (ныне Летописный Оскол). Охватывая с их уделами всю юго-восточную оконечность Среднерусской возвышенности до её понижения к западу, доходя, таким образом, до начала Орловской равнинной лесостепи. Во второй половине XIV века» на юге территория Рязанского княжества, в состав которого и войдет вскоре старый Елец со своим уделом, значительно расширилась и доходила до реки Вороны.
Около 1408 года елецкие земли вновь подверглись разорению. В окрестностях Ельца на сегодняшний день найдено три клада датируемых этим годом. Известно, что в 1408 году на Москву ходил хан Едигей. Возможно, вышеупомянутое разорение было связано с этим походом.
Русские летописи последний раз упоминают старый Елец XV века между 1414 и 1415 гг. Около этого времени Елец подвергся нападению неких татар, которые убили елецкого князя (имя опять не упоминается) и разорили город. Оставшиеся в живых ельчане прибежали в Рязань. С этих пор разоренные и сильно опустевшие елецкие земли видимо уже окончательно отошли к Рязанскому великому княжеству.

### В составе Великого княжества Московского
Под власть Московского государства Елецкая земля перешла в 1483 году, когда князья Елецкие стали служилыми людьми у московских государей. В результате московско-рязанского договора 1483 года эти земли были переданы московскому князю Ивану Васильевичу III «Великому». Показательно, что в договоре речь идет лишь о «елецких землях», но не о городе. Самого старого города после 1414—1415 гг., видимо уже не существовало. По крайней мере, больше русские летописи не упоминают о нем, как о существующем городе.
Границы территории, ранее именуемой «елецкая», под властью Москвы расширяются на юг, юго-восток и восток, вновь доходя на юге до реки Оскол и устья Воронежа, а на востоке до будущих городов Козлова и Тамбова. При Иване Грозном все эти земли вошли в состав земщины.

#### Новый Елец
В 1592 году московский царь Федор Иоаннович (сын Ивана IV Грозного) отдал приказ о строительстве новой крепости, предположительно на месте старого Ельца, и сюда начали переводиться служилые люди из московских и присоединяемых к ним новых северских земель. К 1615 году вокруг нового города Ельца был образован новый самостоятельный Елецкий уезд Русского царства.